# Venz (Unternehmen)
Venz ist ein niederländischer Hersteller von Kakao- und Schokoladenwaren, der vor allem Hagelslag und andere Schokostreusel im Sortiment hat.
Venz wurde 1890 in Amsterdam als Großhandel für Schokolade und Saccharoseprodukte durch Hendrik de Vries gegründet. Der Name wird abgeleitet von „de Vries en Zonen“ (de Vries und Söhne). Als der Sohn Gerard de Vries begann, geschäftlich tätig zu werden, lief das Unternehmen so gut, dass 1928 alle der damals vier Betriebsgebäude zur Produktion verwendet wurden.
Im Jahr 1930 wurde eine neue Fabrik in Vaassen eröffnet, hauptsächlich zur Produktion von Zuckerwerk wie Fondant und Lutschern. Nach einigen Jahren begann die Firma auch mit der Produktion von Schokoladentafeln, Schokoriegeln und Bonbons.
In dieser Zeit wurde auch eine Maschine zur Produktion von Hagelslag entwickelt, welcher in den Niederlanden auf vielen Frühstückstischen zu finden ist.
Ein ähnlicher, schon länger in den Niederlanden bekannter Hersteller ist De Ruijter, der mittlerweile zum Heinz-Konzern gehört.